# Trận Dreux (1870)
Trận Dreux là một trận đánh trong cuộc Chiến tranh Pháp-Phổ, diễn ra vào ngày 17 tháng 11 năm 1870. Trong trận giao chiến ngắn ngủi và quyết liệt này, quân đội Phổ do đại công tước Friedrich Franz I xứ Mecklenburg chỉ huy đã đánh bật quân đội Pháp do Kératry chỉ huy trên toàn chiến tuyến và buộc quân Pháp phải hối hả tháo chạy, bất chấp lợi thế về mặt quân số của người Pháp. Tầm quan trọng chủ yếu của chiến thắng Dreux của quân đội Phổ là ở việc củng cố chiến tuyến xa nhất và yếu nhất của đội quân Đức đang vây hãm Paris, đồng thời tạo điều kiện cho tướng Ludwig von der Tann của Bayern (hoặc là người kế nhiệm ông – nếu như tin đồn về việc huyền chức ông là đúng) phối hợp với hoàng thân Friedrich Karl của Phổ tiến đánh quân Pháp dưới quyền tướng Louis d'Aurelle de Paladines.
Khi tướng Yves-Louis Fiereck tổ chức một cuộc phá vây từ hướng tây Paris đang bị vây hãm, một lực lượng hỗn hợp gồm lính Garde Mobiles và thủy quân lục chiến Pháp do Kéracy chỉ huy đã kéo tới Dreux. Mục tiêu của viên tướng Pháp này là đánh tạt sườn quân đoàn số 5 của Đức tại Versailles và tuần tra điểm yếu của chiến tuyến của quân đội Đức. Tuy nhiên, ông ta đã không hoàn thành kế hoạch của mình. Tại Dreux (vốn đã được quân Pháp tái chiếm từ tay quân Đức vài ngày trước đó), ông bị một số lực lượng thuộc quyền đại công tước xứ Mecklenburg tiến công. Một số sư đoàn kỵ binh Đức và quân đội Bayern đã không tham gia trong trận chiến. Lính thủy đánh bộ Pháp được ghi nhận là đã chiến đấu dũng cảm, đã tấn công và tàn sát lính pháo binh Đức. Tuy nhiên, lực lượng Mobiles (ngoại trừ những người đến từ Calvados) đã hành động yếu đuối, và thủy quân lục chiến Pháp, vốn đã chịu thiệt hại nặng nề, phải tiến hành triệt thoái. Từ 3 hướng, quân đội Đức đã tiến đánh thị trấn Dreux, và họ đã phát động một cuộc pháo kích. Trên các nẻo đường ở Dreux, họ vấp phải sự chống trả quyết liệt hơn. Quân đội Pháp (trong đó có nhiều người ở độ tuổi 14 – 16) đã chiến đấu đằng sau các công sự nổi, hễ quân Đức tiến đến thì bỏ chạy song sau đó lại bắn. Trong cuộc chiến, nhiều binh lính Pháp đã chủ trương không hề tha thứ cho đối phương. Nhưng rồi trận đánh là một thất bại của phía Pháp, trong đó quân Pháp chịu thiệt hại lớn hơn hẳn so với đối thủ của mình.
Kết thúc trận chiến, binh đoàn phía tây của Kéracy đã tháo chạy về phía sau Châteaunef. Nhìn chung, các lực lượng Đức với tinh thần kỷ cương và được huấn luyện bài bản, đã dễ dàng chiếm đóng Dreux từ tay quân Pháp chống trả quyết liệt. Sau khi tướng Tresckow chỉ huy sư đoàn bộ binh số 17 làm chủ Dreux trong đêm ngày 17 tháng 11, vào 18 tháng 1, quân đội của đại công tước xứ Mekclenburg đã tiếp tục những bước tiến của mình. Vào ngày 19 tháng 1, sư đoàn số 22 của Đức cũng tiến đánh Digny, bắt sống một số lính Pháp. Toàn bộ binh đoàn phía tây của Pháp đã tiến hành cuộc triệt thoái về phía Châteaudun.